# Élections législatives de 1951 dans les Basses-Alpes
Les élections législatives françaises de 1951 se tiennent le 17 juin. Ce sont les deuxièmes élections législatives de la Quatrième République.

## Mode de scrutin
Représentation proportionnelle plurinominale suivant la méthode du plus fort reste dans 103 circonscriptions, conformément à la loi des apparentements : les listes qui se sont « apparentées » avant l'élection remportent tous les sièges de la circonscription si leurs voix ajoutées obtiennent la majorité absolue des suffrages exprimés. Il y a 629 sièges à pourvoir.
Le vote préférentiel est admis. 
Dans le département des Basses-Alpes, deux députés sont à élire.

## Candidats

### Liste socialisteSFIO
| N° | Candidats | Candidats              | Parti | Principales fonctions                                                                        |
| -- | --------- | ---------------------- | ----- | -------------------------------------------------------------------------------------------- |
| 01 |           | Marcel-Edmond Naegelen | SFIO  | Ancien ministre, député sortant du Bas-Rhin                                                  |
| 02 |           | Paul Jouve             | SFIO  | Médecin, ancien résistant, ancien Conseiller de la République, conseiller municipal de Digne |

### Liste du  rassemblement des gauches républicaines
| N° | Candidats | Candidats     | Parti | Principales fonctions                                                |
| -- | --------- | ------------- | ----- | -------------------------------------------------------------------- |
| 01 |           | Marcel Massot | RGR   | Avocat à la Cour d'Appel de Paris, conseiller général, ancien député |
| 02 |           | Julien Romieu | RGR   | Maire de Digne, conseiller général                                   |

### Liste du Parti communiste français
| N° | Candidats | Candidats       | Parti | Principales fonctions                   |
| -- | --------- | --------------- | ----- | --------------------------------------- |
| 01 |           | Pierre Girardot | PCF   | Député sortant, ancien ouvrier agricole |
| 02 |           | Paul Martin     | PCF   | Cultivateur                             |

### Liste du Mouvement républicain populaire
| N° | Candidats | Candidats       | Parti | Principales fonctions                     |
| -- | --------- | --------------- | ----- | ----------------------------------------- |
| 01 |           | Philippe Farine | MRP   | Député sortant, avocat                    |
| 02 |           | Auguste Girard  | MRP   | Agriculteur, adjoint au maire de Manosque |

### Liste du rassemblement du peuple français
| N° | Candidats | Candidats                                           | Parti | Principales fonctions                           |
| -- | --------- | --------------------------------------------------- | ----- | ----------------------------------------------- |
| 01 |           | Louis-Jacques Ottensooser dit Le Commandant Charles | RPF   | Transporteur, ancien membre des Français libres |
| 02 |           | Roger Diet                                          | RPF   | Pharmacien, maire de Barcelonnette              |

### Liste socialiste indépendante
| N° | Candidats | Candidats      | Parti | Principales fonctions |
| -- | --------- | -------------- | ----- | --------------------- |
| 01 |           | Lucienne André | DVG   | Institutrice          |
| 02 |           | François Picon | DVG   | Commerçant            |

## Élus
| Député sortant  | Parti | Parti | Député élu ou réélu    | Parti | Parti |
| --------------- | ----- | ----- | ---------------------- | ----- | ----- |
| Pierre Girardot |       | PCF   | Marcel-Edmond Naegelen |       | SFIO  |
| Philippe Farine |       | MRP   | Marcel Massot          |       | RGR   |

## Résultats

### Résultats à l'échelle du département
- Les listes de Troisième Force de la SFIO, du RGR et du MRP se sont apparentées.
- Leurs voix représentant plus de 50% des exprimés, elles remportent tous les sièges en jeu. Ces derniers sont répartis à la proportionnelle entre les partis apparentés.

| Parti    | Parti    | Tête de liste                                     | Résultats | Résultats | Sièges |  |
| Parti    | Parti    | Tête de liste                                     | Voix      | %         |        |  |
| -------- | -------- | ------------------------------------------------- | --------- | --------- | ------ |  |
|          | PCF      | Pierre Girardot                                   | 12 940    | 30,98     | 0      |  |
|          | SFIO *   | Marcel-Edmond Naegelen                            | 11 607    | 27,79     | 1      |  |
|          | RGR *    | Marcel Massot                                     | 7 013     | 16,79     | 1      |  |
|          | MRP *    | Philippe Farine                                   | 6 039     | 14,46     | 0      |  |
|          | RPF      | Louis-Jacques Ottensooser, dit Commandant Charles | 3 261     | 7,81      | 0      |  |
|          | Soc. ind | Lucienne André                                    | 843       | 2,02      | 0      |  |
|          |          |                                                   |           |           |        |  |
| Inscrits | Inscrits | Inscrits                                          | 54 056    | 100,00    | 2      |  |
| Votants  | Votants  | Votants                                           | 42 825    | 79,22     |        |  |
| Exprimés | Exprimés | Exprimés                                          | 41 772    | 97,54     |        |  |